# Trifolium sect. Paramesus
Trifolium sect. Paramesus ist eine Sektion in der Gattung Klee (Trifolium). Sie enthält nur zwei Arten aus Eurasien. Einige Autoren schlagen vor, sie in die Sektion Lotoidea einzuschließen. Merkmale sind die drüsigen Zähne auf den Nebenblättern und am Kelch.

## Beschreibung
Arten der Sektion Paramesus sind einjährige, krautige Pflanzen. Die Nebenblätter sind drüsig gezähnelt. Tragblätter sind vorhanden und winzig.
Die Blüten sind sitzend. Der Kelch ist zehnnervig und drüsig gezähnelt. Die Kelchröhre ist offen und die Kelchzähne sind ungleich. Die Kronblätter der Schmetterlingsblüte sind am Grund verwachsen.
Die Hülsenfrüchte sind zweisamig und ragen aus dem Kelch heraus.

## Systematik
Die Typusart der Sektion ist der Steife Klee (Trifolium strictum L.). Am nächsten verwandt ist wahrscheinlich die  Sektion Lotoidea. 
Die beiden Arten der Sektion sind:
- Trifolium glanduliferum Boiss.
- Steifer Klee (Trifolium strictum L.)